# Kurt Fricke

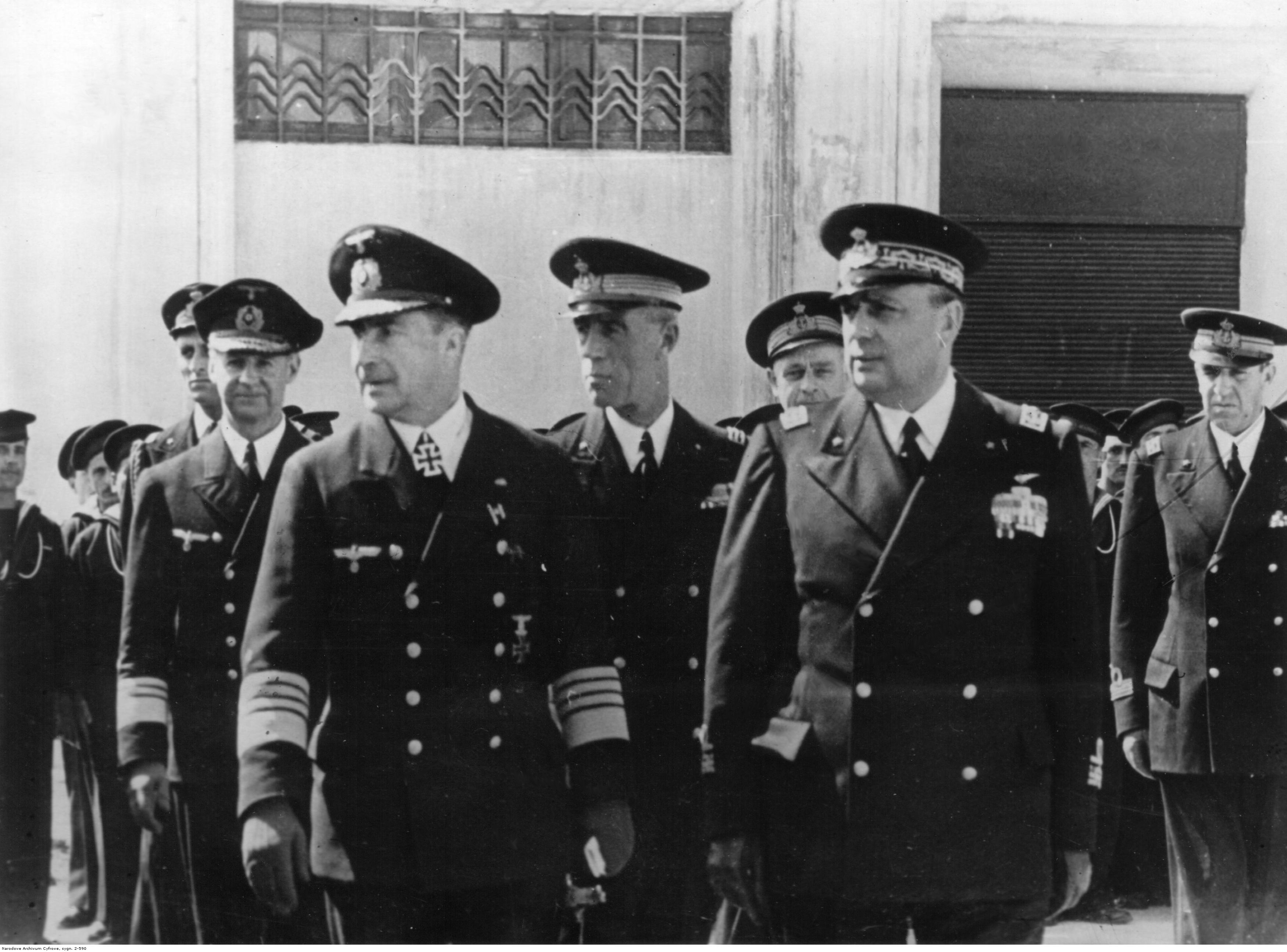
Admiral Fricke (vordere Reihe links) zu Besuch bei italienischen Marineeinheiten im Mai 1943. In der hinteren Reihe, erster von links, der deutsche Vizeadmiral Werner Lange.

Kurt Fricke (* 8. November 1889 in Berlin; † 2. Mai 1945 ebenda) war ein deutscher Admiral im Zweiten Weltkrieg.

## Leben

### Vor dem Zweiten Weltkrieg
Fricke trat am 1. April 1910 als Seekadett (Crew 1910) in die Kaiserliche Marine ein, absolvierte seine Grundausbildung auf dem Großen Kreuzer Hertha und kam anschließend an die Marineschule Mürwik. Dort wurde er am 15. April 1911 zum Fähnrich zur See ernannt und nach dem erfolgreichen Besuch auf den Großen Kreuzer Moltke versetzt. Hier erfolgte am 27. September 1913 seine Beförderung zum Leutnant zur See. Als solcher verblieb er nach Ausbruch des Ersten Weltkriegs weiterhin an Bord und nahm im Januar 1915 am Gefecht auf der Doggerbank teil. Nachdem er am 22. März 1916 Oberleutnant zur See geworden war, kam Fricke ein Jahr später in der Folge auf die Torpedoboote G 103 und G 101, wo man ihn als Wachoffizier verwendete. Ab 7. März 1918 gehörte er als Flaggleutnant dem Stab des Befehlshabers der Torpedobootsstreitkräfte an. Für sein Wirken während des Krieges erhielt er neben beiden Klassen des Eisernen Kreuzes und des Friedrich-August-Kreuzes, das Ritterkreuz des Königlichen Hausordens von Hohenzollern mit Schwertern sowie das Hamburger Hanseatenkreuz.
Nachdem Fricke am 23. Dezember 1918 von seiner Stellung enthoben wurde, war er anschließend im Reichsmarineamt bzw. in der Marineleitung tätig. Man verwendete ihn in der Zentralabteilung als Adjutant des Chefs der Marineleitung und beförderte ihn am 1. Januar 1921 zum Kapitänleutnant. Vom 19. Januar 1922 bis 26. September 1924 folgte seine Versetzung zur I. Flottille. Dort hatte er zunächst das Kommando über das Torpedoboot T 139, dann über T 148. Zugleich fungierte er als Flaggleutnant der I. Flottille. Ab 27. September 1924 war Fricke für zwei Jahre Kompanieoffizier der Küstenwehrabteilung I und anschließend für drei Jahre Marineadjutant des Reichswehrministers. Zwischenzeitlich hatte man ihn am 1. Dezember 1928 zum Korvettenkapitän befördert. Nachdem er seinen Posten am 25. September 1929 abgegeben hatte, ernannte man ihn darauf zum Chef der 2. Torpedobootshalbflottille. Vom 16. September 1931 bis 24. September 1933 war er Chef der I. Torpedobootsflottille und wurde schließlich zum Führer der Torpedoboote ernannt sowie am 1. April 1934 zum Fregattenkapitän befördert. Es folgte seine Verwendung als Chef des Stabes der Inspektion des Torpedo- und Minenwesens und seine Beförderung zum Kapitän zur See am 1. Oktober 1935. Als solcher wurde er vom 6. Oktober 1936 bis 30. September 1937 an die Wehrmachtakademie kommandiert. Nach seiner Tätigkeit dort versetzte man Fricke in das Oberkommando der Kriegsmarine (OKM), wo man ihn zum Chef der Operationsabteilung des Marinekommandoamtes, ab Oktober 1937 direkt bei der Seekriegsleitung (Skl), ernannt. Ab 30. April 1939 war er zugleich Verbindungsoffizier der Kriegsmarine zum Oberbefehlshaber der Luftwaffe.

### Im Zweiten Weltkrieg
In beiden Stellungen war Fricke über den Beginn des Zweiten Weltkriegs hinaus tätig und wurde am 1. November 1939 zum Konteradmiral sowie am 1. Juni 1941 zum Vizeadmiral befördert. Nach der Versenkung des Schlachtschiffs Bismarck am 27. Mai 1941 und Aufbringung des Versorgungsschiffs Gedania am 4. Juni, sowie Versenkung von drei weiteren Versorgern, der Belchen, der Esso Hamburg und der Egerland, noch in derselben Woche, stellte man sich innerhalb der Seekriegsleitung erneut die Frage der kryptografischen Sicherheit der zur Verschlüsselung der Funksprüche (FTs) eingesetzten Rotor-Chiffriermaschine Enigma. Unter der Leitung von Fricke ging man zur Beantwortung dieser wichtigen Frage von der Annahme aus, dass sowohl die Schlüsselmaschine selbst als auch alle ihre Rotoren (Walzen) dem Gegner bekannt waren. Die entscheidende Frage war: Ließ sich mit diesem Wissen der Tagesschlüssel ermitteln? Und die Antwort, die man einhellig fand, war: Nein, das war unmöglich, in jedem Fall innerhalb einer so kurzen Zeit wie zwei Wochen. Wie man heute weiß, war das Gegenteil richtig (siehe auch: Entzifferung der Enigma).
Vom 13. Juni 1941 bis 20. Februar 1943 war Fricke dann Chef des Stabes der Seekriegsleitung im Oberkommando der Kriegsmarine. Als Admiral (seit 1. April 1942) erhielt er am 1. Oktober 1942 das Ritterkreuz des Eisernen Kreuzes und wurde am 21. März 1943 zum Oberbefehlshaber des Marinegruppenkommandos Süd ernannt. Am 27. Mai 1943 gab er den geheimen Befehl, jüdische Flüchtlingsschiffe, die die rumänischen Hoheitsgewässer verließen, aufzubringen und auf die Krim zu eskortieren, wo sie entsprechend behandelt würden. Um politische Komplikationen mit Rumänien zu vermeiden, ließ Dönitz den Befehl zurücknehmen. Fricke führte die Dienststelle bis zu deren Auflösung am 11. Dezember 1944. Anschließend versetzte man ihn in die Führerreserve.
Während der Schlacht um Berlin kam Fricke am 2. Mai 1945 ums Leben.